# Гиелов, Карл
Карл Гиелов, также Гилов, полное имя Иоганн Карл Фридрих Гиелов (нем. Karl Giehlow; Johann Carl Friedrich Giehlow; 25 мая 1863, Оппельн (Силезия) — 3 марта 1913, Отёй, Париж) — немецкий историк искусства.
Карл Гиелов родился в семье государственных служащих Прусской Силезии, в городке Оппельн (ныне польский город Ополе). После учёбы в начальной школе в Киле, в Германии (Шлезвиг-Гольштейн) в 1883—1884 годах изучал право в Мюнхене и Берлине, после чего работал на государственной службе в Берлине. Затем изучал историю искусства и философию в Берлинском университете под руководством Германа Гримма. Большую часть своей жизни Гиелов провёл в Австрии. В 1898 году в Вене защитил диссертацию «Критическое изложение исследования происхождения молитвенника императора Максимилиана I» (Kritische Darstellung der Forschungen über die Entstehungsgeschichte des Gebetbuches Kaiser Maximilians I).
Гиелов известен своими исследованиями средневекового искусства Германии и искусства Северного Возрождения, в частности изучением иконографии загадочной гравюры Альбрехта Дюрера «Меланхолия». Пользуясь иконологическим методом, привлекая мало известные литературные и архивные источники, Карл Гиелов исследовал мир идей эпохи императора Максимилиана I. Изучая историю создания гравюры А. Дюрера «Триумфальная арка императора Максимилиана I», Гиелов выявил многие символические значения и аллегорические образы, бытовавшие в гуманистических кругах того времени. Работы Гиелова, основанные на обширных источниках, сделали его одним из известных представителей иконологического метода изучения истории искусств.

## Основные работы
- Критическое изложение исследования происхождения молитвенника императора Максимилиана I (Kritische Darstellung der Forschungen über die Entstehungsgeschichte des Gebetsbuchs Kaisers Maximilian I). Берлин, 1898

- Молитвенник императора Максимилиана I с рисунками Альбрехта Дюрера и других художников (Kaiser Maximilians I. Gebetbuch mit Zeichnungen von Albrecht Dürer und anderen Künstlern). Вена, 1907

- Гуманистическая иероглифика в аллегориях Возрождения, в особенности в «Триумфальной арке императора Максимилиана I» (Die Hieroglyphenkunde des Humanismus in der Allegorie der Renaissance besonders der Ehrenpforte Kaisers Maximilian I). Вена, 1915

- Гравюра Дюрера «Меланхолия I и Максимилианский гуманистический кружок»: Сообщения Общества изобразительного искусства (Dürers Stich Melencolia I und der maximilianische Humanistenkreis. In: Mitteilungen der Gesellschaft für vervielfältigende Kunst. Bd. 26, Nr. 2, 1903, S. 29-41; Bd. 27, Nr. 3, 1904, S. 6-18; Bd. 27, Nr. 4, 1904, S. 57-78). 1903—1904

- Хартмут Бёме: Литературная история воздействия гравюры Дюрера на меди «Меланхолия I». Исследования по теории, истории и влиянию литературы. Посвящается Карлу Роберту Манделькову (Hartmut Böhme: Die literarische Wirkungsgeschichte von Dürers Kupferstich Melencolia I. In: Jörg Schönert, Harro Segeberg (Hrsg.): Polyperspektivik in der literarischen Moderne. Studien zur Theorie, Geschichte und Wirkung der Literatur. Karl Robert Mandelkow gewidmet. Peter Lang, Frankfurt am Main u. a. 1988, S. 83-123). Франкфурт-на-Майне, 1988